# Andy Sinton
Andy Sinton, né le 19 mars 1966 à Cramlington (Angleterre), est un footballeur anglais, qui évoluait au poste de milieu de terrain à Queens Park Rangers et en équipe d'Angleterre.
Sinton n'a marqué aucun but lors de ses douze sélections avec l'équipe d'Angleterre entre 1991 et 1993. Il participe à l'Euro 1992.

## Carrière
- 1983-1985 : Cambridge United  Angleterre
- 1985-1989 : Brentford  Angleterre
- 1989-1993 : Queens Park Rangers  Angleterre
- 1993-1996 : Sheffield Wednesday  Angleterre
- 1996-1999 : Tottenham Hotspur  Angleterre
- 1999-2002 : Wolverhampton Wanderers  Angleterre
- 2002-2004 : Burton Albion  Angleterre
- 2004-2007 : Fleet Town  Angleterre[1]

## Palmarès

### En équipe nationale
- 12 sélections et 0 but avec l'équipe d'Angleterre entre 1991 et 1993.
- Participation au Championnat d'Europe de football 1992.

### Avec Tottenham Hotspur
- Vainqueur de la Coupe de la ligue en 1999.